# العلاقات النرويجية الإيطالية
العلاقات النرويجية الإيطالية هي العلاقات الثنائية التي تجمع بين النرويج وإيطاليا.

## مقارنة بين البلدين
هذه مقارنة عامة ومرجعية للدولتين:
| وجه المقارنة                                              | النرويج                                                   | إيطاليا                                                  |
| --------------------------------------------------------- | --------------------------------------------------------- | -------------------------------------------------------- |
| المساحة (كم2)                                             | 385.21 ألف                                                | 301.34 ألف                                               |
| عدد السكان (نسمة)                                         | 5.33 مليون                                                | 60.60 مليون                                              |
| الكثافة السكانية (ن./كم²)                                 | 13.84                                                     | 201.1                                                    |
| العاصمة                                                   | أوسلو                                                     | روما، فلورنسا، تورينو                                    |
| اللغة الرسمية                                             | بوكمول، لغات السامي، نينوشك، اللغة النرويجية              | اللغة الإيطالية                                          |
| العملة                                                    | كرونة نروجية                                              | يورو، ليرة إيطالية                                       |
| الناتج المحلي الإجمالي (بليون دولار)                      | 398.83 مليار                                              | 1.93 تريليون                                             |
| الناتج المحلي الإجمالي (تعادل القوة الشرائية) بليون دولار | 322.23 مليار                                              | 2.26 تريليون                                             |
| الناتج المحلي الإجمالي الاسمي للفرد دولار أمريكي          | 74.40 ألف                                                 | 29.96 ألف                                                |
| الناتج المحلي الإجمالي للفرد دولار أمريكي                 | 65.61 ألف                                                 | 35.46 ألف                                                |
| مؤشر التنمية البشرية                                      | 0.944                                                     | 0.873                                                    |
| رمز المكالمات الدولي                                      | +47                                                       | +39                                                      |
| رمز الإنترنت                                              | .no                                                       | .it                                                      |
| المنطقة الزمنية                                           | ت ع م+01:00، ت ع م+02:00، توقيت وسط أوروبا، أوروبا/أوسلو ‏ | توقيت وسط أوروبا، ت ع م+01:00، ت ع م+02:00، أوروبا/روما ‏ |

## مدن متوأمة
في ما يلي قائمة باتفاقيات التوأمة بين مدن نرويجية وإيطالية:
- ترتبط فينيه مع Acquapendente [الإنجليزية]‏ باتفاقية توأمة.
- ترتبط لارفيك مع اندوره باتفاقية توأمة.
- ترتبط أوليسوند مع بلدية بورجو آ موزانو باتفاقية توأمة.
- ترتبط Røst Municipality [الإنجليزية]‏ مع ساندريغو باتفاقية توأمة.
- ترتبط رأس الشمال مع جيلا باتفاقية توأمة.
- ترتبط شين مع سورينتو باتفاقية توأمة منذ 1995.
- ترتبط Åsnes Municipality [الإنجليزية]‏ مع فاسانيلو باتفاقية توأمة.
- ترتبط Svolvær [الإنجليزية]‏ مع أنكونا باتفاقية توأمة.

## منظمات دولية مشتركة
يشترك البلدان في عضوية مجموعة من المنظمات الدولية، منها:
| علم المنظمة | اسم المنظمة                               | تاريخ انضمام النرويج | تاريخ انضمام إيطاليا |
| ----------- | ----------------------------------------- | -------------------- | -------------------- |
|             | مجلس أوروبا                               | 5 مايو 1949          | 5 مايو 1949          |
|             | منظمة التعاون الاقتصادي والتنمية          | ?                    | 29 مارس 1962         |
|             | منظمة التجارة العالمية                    | 1995                 | 1995                 |
|             | المنظمة الأوروبية لسلامة الملاحة الجوية   | 1994                 | 1996                 |
|             | الاتحاد البريدي العالمي                   | ?                    | ?                    |
|             | بنك التسويات الدولية                      | 1930                 | ?                    |
|             | الوكالة الدولية للطاقة                    | ?                    | ?                    |
|             | حلف شمال الأطلسي                          | 4 أبريل 1949         | 4 أبريل 1949         |
|             | مجموعة الموردين النوويين                  | ?                    | ?                    |
|             | يونسكو                                    | 4 نوفمبر 1946        | ?                    |
|             | اتفاقية السماوات المفتوحة                 | ?                    | ?                    |
|             | مؤسسة التمويل الدولية                     | 20 يوليو 1956        | 27 ديسمبر 1956       |
|             | المركز الدولي لتسوية المنازعات الاستشارية | 15 سبتمبر 1967       | 28 أبريل 1971        |
|             | الفريق المعني برصد الأرض                  | ?                    | ?                    |
|             | بنك التنمية الآسيوي                       | 1966                 | 1966                 |
|             | منظمة حظر الأسلحة الكيميائية              | ?                    | ?                    |
|             | مؤسسة التنمية الدولية                     | 24 سبتمبر 1960       | 24 سبتمبر 1960       |
|             | مجموعة أستراليا                           | 1986                 | 1985                 |
|             | منظمة الأمن والتعاون في أوروبا            | 25 يونيو 1973        | 25 يونيو 1973        |
|             | مركز تنسيق الحركة في أوروبا ‏              | ?                    | ?                    |
|             | نظام تحكم تكنولوجيا القذائف               | 1990                 | 1987                 |
|             | وكالة ضمان الاستثمار متعدد الأطراف        | 9 أغسطس 1989         | 29 أبريل 1988        |
|             | الاتحاد الدولي للاتصالات                  | 1866                 | 1866                 |
|             | منظمة الشرطة الجنائية الدولية             | ?                    | ?                    |
|             | الأمم المتحدة                             | 27 نوفمبر 1945       | 14 ديسمبر 1955       |
|             | البنك الدولي للإنشاء والتعمير             | 27 ديسمبر 1945       | 27 مارس 1947         |
|             | وكالة الفضاء الأوروبية                    | 30 ديسمبر 1986       | ?                    |
|             | المنظمة الهيدروغرافية الدولية             | ?                    | ?                    |
|             | البنك الإفريقي للتنمية                    | 1963                 | ?                    |
|             | اتحاد المدفوعات الأوروبي ‏                 | ?                    | ?                    |

## أعلام
هذه قائمة لبعض الشخصيات التي تربطها علاقات بالبلدين:
- بريجيت نيلسن (15 يوليو 1963[29][30] – )

## وصلات خارجية
- موقع وزارة الخارجية النرويجية
- موقع وزارة الخارجية الإيطالية